# Часничниця безрога
Часничниця безрога (Xenophrys aceras) — вид земноводних з роду Азійська часничниця родини Megophryidae.

## Опис
Загальна довжина сягає 15 см. Голова коротка, з широкою закругленою мордою. Очі великі, з вертикальними зіницями і помаранчевою райдужиною. Над очима добре помітні невеликі загострені вирости. Широка скронева область добре відмежована шкірними гребенями. Має масивний тулуб з короткими товстими лапами. Шкіра гладенька з окремими рідкими горбиками з боків тулуба. Забарвлення зазвичай однотонне-жовтувате або буре, іноді з нечіткими темними смугами на голові і задніх лапах.

## Спосіб життя
Полюбляє рівнинні та передгірні місцини, дотримується первинних тропічних лісів. зустрічається на висоті від 150 до 1500 м над рівнем моря. Активна вночі. День проводить у схованках під стовбурами повалених дерев або зарившись у листову підстилку. Харчується різними безхребетними, іноді гризунами.
Це яйцекладна амфібія. 

## Розповсюдження
Поширена на півдні Таїланду, Малаккському півострові та на о.Суматра.